# TCDD E68000
TCDD E68000 — серія тепловозів, використовуваних державною компанією Турецька залізниця. Всього було побудовано 80 екземплярів, які були виготовлені в 2013-2015 роках компанією TÜLOMSAŞ в партнерстві з Hyundai Rotem. Основною відмінністю локомотивів цієї серії є їх характерне забарвлення з двома яскравими жовтими смугами на сірому тлі, жовтою абревіатурою TCDD і синім серійним номером, яка серйозно відрізняється від звичайних забарвлень Турецької залізниці. Локомотиви мають потужність 6800 к.с і в змозі розвивати швидкість до 140 км/год. Вага локомотива становить 86 тонн при довжині 20 000 мм.